# Рейчел Кемпсон
Рейчел Кемпсон (англ. Rachel Kempson, 28 травня 1910 — 24 травня 2003) — британська акторка театру, кіно та телебачення.

## Біографія
Рейчел Кемпсон народилася 28 травня 1910 у англійському місті Дартмут, графство Девон, в родині Беатріс Гемілтон і Еріка Вільяма Едварда Кемпсона. У 1935 році одружилася з англійським актором Майклом Редгрейвом, народила доньок Ванессу, Лінн та сина Коріна Редгрейва (всі троє стали акторами). Дві її внучки від дочки Ванесси, Наташа Річардсон і Джоелі Річардсон, також стали акторками.
Перед тим як вступити до Королівської театральної шекспірівської компанії, Рейчер Кемпсон навчалася в Академії драматичного мистецтва в Лондоні. Після цього почала довгу театральну кар'єру на англійських сценах. Кемпсон також знімалася в кіно і на телебаченні. Найбільш відомими фільмами з її участю стали «Том Джонс» (1963), «З Африки» (1985) і «Лорна Дун» (1990).
У 1959 році її чоловікові було присвоєно титул лицаря, і акторка формально стала леді Редгрейв.
Рейчел Кемпсон померла 24 травня 2003 від інсульту в будинку своєї внучки Наташі Річардсон у селі Міллбрук, штат Нью-Йорк, за чотири дні до свого 93-го дня народження.

## Фільмографія
1. 1963: Том Джонс / Tom Jones — Бріджет Оллворті
2. 1966: Ґран-прі / Grand Prix — місіс Стоддард
3. 1970: Джейн Ейр / Jane Eyre — місіс Фейрфакс
4. 1985: З Африки / Out of Africa — Сара, леді Белфілд

1. 1 2  SNAC — 2010.
2. 1 2 3  Find a Grave — 1996.
3. ↑  Student & graduate profiles — Королівська академія драматичного мистецтва.